# Tommy Marqués
Pour les articles homonymes, voir Marqués.
Tommy Marqués, né le 30 octobre 2006 à Barcelone, est un footballeur espagnol qui joue au poste de milieu défensif au FC Barcelone.

## Biographie

### Carrière en club
Né à Barcelone, en Catalogne espagnole, Tommy Marqués est formé par le FC Barcelone, où il s'illustre avec les moins de 19 ans en remportant la Youth League lors de la saison 2024-2025,, avant d'être intégré à l'équipe reserve en championnat d'Espagne de troisième division pour la saison suivante,.

### Carrière en sélection
En juin 2025, Marqués est convoqué avec l'équipe d'Espagne des moins de 19 ans pour participer au Championnat d'Europe des moins de 19 ans qui a lieu en Roumanie.
L'Espagne l'emporte en demi-finale contre l'Allemagne, sur le score de 6-5 après des prolongations et un match riche en retournements,. Elle s'incline ensuite face aux Pays-Bas lors de la finale, sur la plus petite des marges (0-1),.

## Palmarès

### En club
FC Barcelone
- Youth League
  - Vainqueur en 2025

### En sélection
Espagne -19 ans
- Championnat d'Europe
  - Finaliste en 2025